# ماکس یوزف فون‌پتنکوفر
ماکس یوزف فون‌پتنکوفر (آلمانی: Max Joseph von Pettenkofer؛ ۳ دسامبر ۱۸۱۸ – ۱۰ فوریهٔ ۱۹۰۱) یک شیمی‌دان و متخصص بهداشت اهل آلمان بود. او اعتقاد نداشت که باکتری ها عامل اصلی بیماری هستند. او به طور خاص به نفع شرایط مختلفی که به طور جمعی در بروز بیماری نقش دارند از جمله: وضعیت سلامت شخصی، تخمیر آب‌های زیرزمینی محیطی و همچنین میکروب مورد بحث استدلال می‌کرد.